# Şıxəli Qurbanov
Şıxəli Qurban oğlu Qurbanov (eingedeutscht Schichäli Gurbanow; * 16. August 1925 in Baku, Aserbaidschanische Sozialistische Sowjetrepublik, UdSSR; † 24. Mai 1967 ebenda) war ein aserbaidschanischer Staatsmann, Literaturwissenschaftler, Schriftsteller, Dichter und Dramatiker.

## Biographie
Nach dem mittleren Schlussabschluss ging Qurbanov 1942 an die Front und kämpfte sich im Zweiten Weltkrieg in den Reihen eines Mörserregiments der Roten Armee von Leningrad (heute Sankt Petersburg) bis nach Berlin vor. Er stieg zum Batteriekommandanten des 49. separaten Regiments der Sowjetisch-Baltischen Flotte auf und wurde 1945 mit der Tapferkeitsmedaille ausgezeichnet. Zudem wurden ihm die Medaille „Für die Einnahme Königsbergs“ und der Orden „Sieg über Deutschland“ verliehen. Die militärische Laufbahn beendete Qurbanov im Jahr 1946 in Berlin.
Nach dem Krieg kehrte Qurbanov nach Aserbaidschan zurück und absolvierte 1950 das Aserbaidschanische Pädagogische Institut (heute Aserbaidschanische Staatliche Pädagogische Universität). Das besonderes Interesse galt am literarischen Schaffen von Alexander Sergejewitsch Puschkin und seinen Einfluss auf die Aserbaidschanische Literatur.

## Politische Tätigkeit
In den Jahren 1954–1955 arbeitete Qurbanov als Leiter der Propagandaabteilung des Bakuer Komitees der Kommunistischen Partei (KP) Aserbaidschans. 1957 avancierte er zum Chef der Propagandainstanz der KP Aserbaidschans.
In den 1960er Jahren leitete Qurbanov das Institut für Sprache und Literatur der Akademie der Wissenschaften Aserbaidschans und saß als Abgeordneter im Obersten Rat der Aserbaidschanischen SSR.

## Ermordung
Der größte Verdienst von Qurbanov war und gilt die Aufhebung des Verbots für traditionelles und beliebtes Nowruzfest. Die Feierlichkeiten fanden zum ersten Mal am 20. März 1967 im großen Stil statt. Das Fest war in Aserbaidschan jahrzehntelang sanktioniert worden, weil es angeblich der sowjetischen Ideologie zuwiderlief. Mit dem „Tabubruch“ machte sich Qurbanov viele Feinde in der sowjetischen Obrigkeit. Innerhalb von wenigen Wochen überlebte er drei Attentatsversuche.
Am 24. Mai 1967 starb Qurbanov infolge einer tödlichen Injektion beim Zahnarztbesuch. Der behandelnde Arzt behauptete, der anaphylaktische Schock solle den Tod verursacht haben. Doch wie es sich später herausstellte, bekam er den Cyanwasserstoff (Blausäure) als Betäubungsmittel, was wiederum tödlich wirkte.
Qurbanov wurde auf der Ehrenallee von Baku (Fəxri Xiyaban) beigesetzt. Eine der zentralen Straßen Bakus trägt seinen Namen.

## Sonstiges
In den 1950er und 60er Jahre galt Qurbanov als einer der produktivsten Autoren des aserbaidschanischen Staatstheaters für musikalische Komödien. Er schrieb viele Librettos für Theaterstücke, wobei er vor allem Karrieristen und Bürokraten bloßstellte. Die Aufführungen fanden außer Aserbaidschan auch in anderen Unionsrepubliken statt.
Qurbanov ist Autor unzähliger wissenschaftlicher Abhandlungen zu russisch-aserbaidschanischer Literatur. 1965 verteidigte er seine Dissertation über die Entwicklungsphasen russisch-aserbaidschanischer Literaturbeziehungen im 19. Jahrhundert.